# Seven Sudamericano Masculino 2021
El Seven Sudamericano  de 2021 (también conocido como Seven de Costa Rica) fue la decimotercera edición del torneo de selecciones masculinas de rugby 7 organizado por la Sudamérica Rugby. Se disputó entre el 27 y 28 de noviembre en las instalaciones del Estadio Nacional de Costa Rica.
Los seleccionados de Chile y Uruguay clasificaron a la Copa del Mundo de Rugby 7 de 2022. Argentina, ya clasificada para la Copa del Mundo, decidió no participar del torneo.

## Equipos participantes
| - Brasil - Chile - Costa Rica - El Salvador - Guatemala | - Nicaragua - Panamá - Perú - Uruguay |

## Fase de grupos

### Grupo A
| Pos | Países    | Partidos | Partidos | Partidos | Partidos | Tantos | Tantos | Tantos | Pts |
| Pos | Países    | J        | G        | E        | P        | PF     | PC     | DP     | Pts |
| --- | --------- | -------- | -------- | -------- | -------- | ------ | ------ | ------ | --- |
| 1   | Brasil    | 2        | 2        | 0        | 0        | 151    | 0      | +151   | 6   |
| 2   | Guatemala | 2        | 1        | 0        | 1        | 17     | 90     | -73    | 4   |
| 3   | Panamá    | 2        | 0        | 0        | 2        | 10     | 88     | -78    | 2   |

#### Resultados
| 27 de noviembre, 09:00 | Guatemala | 17 - 10 | Panamá |  |  |

| 27 de noviembre, 11:06 | Brasil | 71 - 0 | Panamá |  |  |

| 27 de noviembre, 13:12 | Brasil | 80 - 0 | Guatemala |  |  |

### Grupo B
| Pos | Países      | Partidos | Partidos | Partidos | Partidos | Tantos | Tantos | Tantos | Pts |
| Pos | Países      | J        | G        | E        | P        | PF     | PC     | DP     | Pts |
| --- | ----------- | -------- | -------- | -------- | -------- | ------ | ------ | ------ | --- |
| 1   | Chile       | 2        | 2        | 0        | 0        | 72     | 0      | +72    | 6   |
| 2   | Perú        | 2        | 1        | 0        | 1        | 27     | 39     | -12    | 4   |
| 3   | El Salvador | 2        | 0        | 0        | 0        | 5      | 61     | -56    | 2   |

#### Resultados
| 27 de noviembre, 09:22 | Perú | 27 - 5 | El Salvador |  |  |

| 27 de noviembre, 11:28 | Chile | 34 - 0 | El Salvador |  |  |

| 27 de noviembre, 13:34 | Chile | 38 - 0 | Perú |  |  |

### Grupo C
| Pos | Países     | Partidos | Partidos | Partidos | Partidos | Tantos | Tantos | Tantos | Pts |
| Pos | Países     | J        | G        | E        | P        | PF     | PC     | DP     | Pts |
| --- | ---------- | -------- | -------- | -------- | -------- | ------ | ------ | ------ | --- |
| 1   | Uruguay    | 2        | 2        | 0        | 0        | 114    | 0      | +114   | 6   |
| 2   | Costa Rica | 2        | 1        | 0        | 1        | 41     | 48     | -7     | 4   |
| 3   | Nicaragua  | 2        | 0        | 0        | 2        | 0      | 107    | -107   | 2   |

#### Resultados
| 27 de noviembre, 09:44 | Costa Rica | 41 - 0 | Nicaragua |  |  |

| 27 de noviembre, 11:50 | Uruguay | 66 - 0 | Nicaragua |  |  |

| 27 de noviembre, 13:56 | Uruguay | 48 - 0 | Costa Rica |  |  |

## Fase Final

### Grupo Oro 1
| Pos | Países     | Partidos | Partidos | Partidos | Partidos | Tantos | Tantos | Tantos | Pts |
| Pos | Países     | J        | G        | E        | P        | PF     | PC     | DP     | Pts |
| --- | ---------- | -------- | -------- | -------- | -------- | ------ | ------ | ------ | --- |
| 1   | Brasil     | 2        | 2        | 0        | 0        | 95     | 0      | +95    | 6   |
| 2   | Perú       | 2        | 1        | 0        | 1        | 28     | 41     | -13    | 4   |
| 3   | Costa Rica | 2        | 0        | 0        | 2        | 0      | 82     | -82    | 2   |

#### Resultados
| 27 de noviembre, 16:10 | Brasil | 54 - 0 | Costa Rica |  |  |

| 28 de noviembre, 09:00 | Perú | 28 - 0 | Costa Rica |  |  |

| 28 de noviembre, 11:06 | Brasil | 41 - 0 | Perú |  |  |

### Grupo Oro 2
| Pos | Países    | Partidos | Partidos | Partidos | Partidos | Tantos | Tantos | Tantos | Pts |
| Pos | Países    | J        | G        | E        | P        | PF     | PC     | DP     | Pts |
| --- | --------- | -------- | -------- | -------- | -------- | ------ | ------ | ------ | --- |
| 1   | Uruguay   | 2        | 2        | 0        | 0        | 73     | 0      | +73    | 6   |
| 2   | Chile     | 2        | 1        | 0        | 1        | 55     | 15     | +40    | 4   |
| 3   | Guatemala | 2        | 0        | 0        | 2        | 0      | 113    | -113   | 2   |

#### Resultados
| 27 de noviembre, 16:32 | Uruguay | 15 - 0 | Chile |  |  |

| 28 de noviembre, 09:22 | Chile | 55 - 0 | Guatemala |  |  |

| 28 de noviembre, 11:28 | Uruguay | 58 - 0 | Guatemala |  |  |

### Grupo Challenge
| Pos | Países      | Partidos | Partidos | Partidos | Partidos | Tantos | Tantos | Tantos | Pts |
| Pos | Países      | J        | G        | E        | P        | PF     | PC     | DP     | Pts |
| --- | ----------- | -------- | -------- | -------- | -------- | ------ | ------ | ------ | --- |
| 1   | El Salvador | 2        | 1        | 1        | 0        | 22     | 19     | +3     | 5   |
| 2   | Nicaragua   | 2        | 0        | 2        | 0        | 22     | 22     | 0      | 4   |
| 3   | Panamá      | 2        | 0        | 1        | 1        | 17     | 20     | -3     | 3   |

#### Resultados
| 27 de noviembre, 15:48 | Panamá | 10 - 10 | Nicaragua |  |  |

| 28 de noviembre, 09:44 | El Salvador | 10 - 7 | Panamá |  |  |

| 28 de noviembre, 11:50 | El Salvador | 12 - 12 | Nicaragua |  |  |

### Semifinal de Oro
- Los ganadores de cada semifinal clasifican a la Copa del Mundo de Rugby 7 de 2022.

| 28 de noviembre, 13:42 | Brasil | 14 - 21 | Chile |  |  |

| 28 de noviembre, 14:04 | Uruguay | 47 - 0 | Perú |  |  |

### Séptimo puesto
| 28 de noviembre, 14:48 | El Salvador | 5 - 7 | Nicaragua |  |  |

### Quinto puesto
| 28 de noviembre, 14:26 | Guatemala | 12 - 15 | Costa Rica |  |  |

### Tercer puesto
| 28 de noviembre, 16:05 | Brasil | 47 - 0 | Perú |  |  |

### Final
| 28 de noviembre, 16:27 | Chile | 0 - 21 | Uruguay |  |  |

| Bandera de Uruguay |
| Campeón Uruguay    |
| Segundo título     |

## Posiciones finales
| Posición | Selección   |
| -------- | ----------- |
| 1        | Uruguay     |
| 2        | Chile       |
| 3        | Brasil      |
| 4        | Perú        |
| 5        | Costa Rica  |
| 6        | Guatemala   |
| 7        | Nicaragua   |
| 8        | El Salvador |
| 9        | Panamá      |